# Phyllocnema viridicostata
Phyllocnema viridicostata là một loài bọ cánh cứng trong họ Cerambycidae.